# Cannello a soffiatura

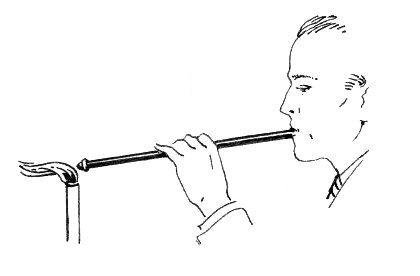
Cannello a soffiatura manuale

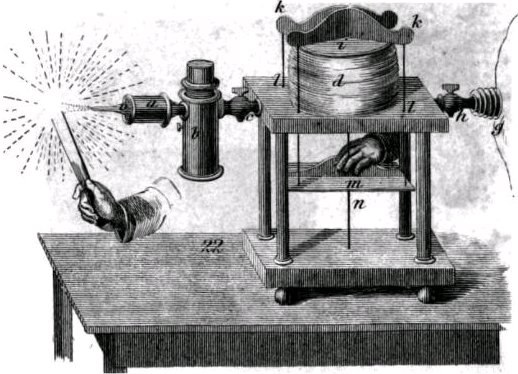
Cannello a soffiatura meccanico

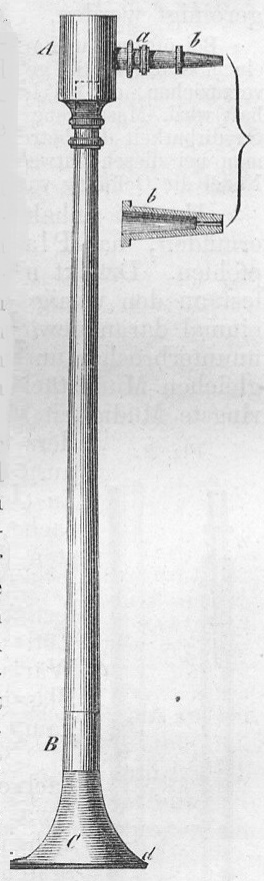
Cannello ad aria del 1865.

Il cannello a soffiatura (in inglese blowpipe), detto anche canna a soffio, è un utensile metallico a forma di tubo affusolato, con diametro medio di circa 5 mm. All'estremità con diametro maggiore è posto un boccaglio per l'insufflazione dell'aria, all'altra estremità un ugello. L'aria può essere introdotta manualmente da un operatore tramite soffiatura oppure meccanicamente tramite un mantice. 
Viene utilizzato per esaminare minerali e metalli, oppure per l'esame preliminare di altri materiali inorganici. Vi sono due tipi principali di cannelli a soffiatura:

## Cannello a fiamma
In corrispondenza dell'ugello è posta una fiamma, che sotto l'effetto del getto d'aria si concentra ed aumenta di temperatura. Il minerale subisce reazioni chimiche, si scioglie o evapora. Inoltre, gli elettroni vengono eccitati termicamente dal calore, creando un tipico colore della fiamma. Il colore della fiamma, i depositi di ossido e il tipo di prodotti fusi danno le prime indicazioni sulla composizione del campione. Nel caso dei metalli, si analizza il loro comportamento in presenza di temperature elevate. 
Si possono ottenere risultati migliori con un bruciatore Bunsen, ma in tal caso bisogna fare attenzione a non raggiungere temperature troppo elevate. Per produrre la fiamma il gas più adatto è il propano, con il quale si ottiene una fiamma quasi incolore.

## Cannello ad aria
Viene usato per l'analisi preliminare di campioni di minerale. Il getto d'aria viene concentrato con maggiore o minore intensità direttamente sul campione, permettendo l'eliminazione di materiale estraneo senza danneggiare il campione. Il suo uso nel campo della mineralogia venne introdotto nel 1751 dallo svedese Axel Fredrik Cronstedt, scopritore del nichel e della zeolite. 
Il cannello ad aria è usato anche per la fabbricazione del vetro soffiato. In tal caso il cannello è solitamente molto lungo, per permettere al vetraio di rimanere lontano dal vetro fuso, e abbastanza robusto da sostenere il peso della massa di vetro quando il cannello è tenuto orizzontalmente. I recipienti e vasi di vetro di Murano sono prodotti con questa tecnica.